# 拾貝慘案
拾貝慘案發生在2004年，30多名亞裔（多來自中國福建地區）的拾貝者在西北英格蘭蘭開夏郡和坎布里亞郡之間的莫克姆灣撿拾鳥蛤時突然遇上漲潮，拾貝者在海灘上遇困，23人罹難，15人獲救。死者均為中國籍，是被雇来采集的非法勞工。事件在英國引起很大的震蕩，英國華人的生存權益問題、非法勞工問題、工作环境规范问题等因此備受關注。

## 過程

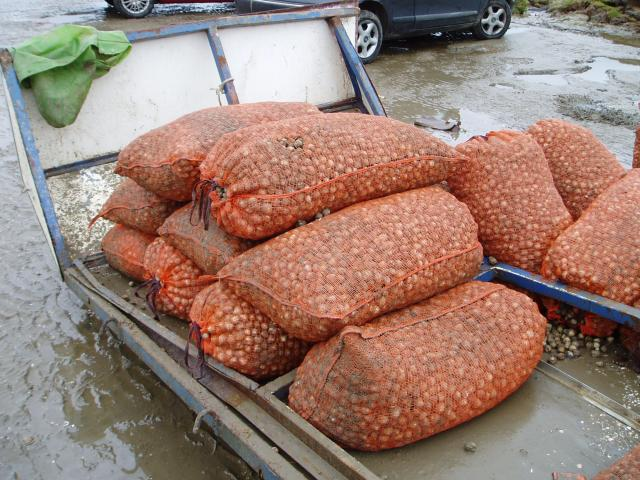
莫克姆灣上的鳥蛤

莫克姆灣的貝類特別是鳥蛤價值頗高，遠銷至西班牙。但是莫克姆灣地區風高浪急，在那里拾貝充滿危險，因此，每年都有一大批非法勞工被安排在此拾貝。在此次慘劇發生之前，已經有不少個案是非法勞工在拾貝時被海水淹沒。
2004年2月5日，30多名受非法移民團伙控制的亞裔工人被派往莫克姆灣撿拾鳥蛤。晚上9時30分左右，突然而來的漲潮把工人們困在海灘上，一名工人用移動電話緊急求救，但是當救援人員來到的時候已經太遲，他們當時只能救出一人，其余的人被潮水吞沒。
英國警方接到通知後馬上展開大規模的拯救行動，15人被安全轉移。但是同時也找到21具遇難者的屍體，還有兩人失蹤，但是相信他們已經遇難。死者全部都是來自中國的非法移民，除了一人來自遼寧之外，其他都是福建人。所有的工人都沒有經過拾貝的專業訓練，之前也沒有任何的工作經驗。
2004年6月底，一名臺灣留學生與朋友們自發性地為受難事件組織了舞龍的紀念活動，其中包括了在莫克姆灣燒王船的祭祀典禮。
遇難者的屍體後來運回中國安葬。截止2010年10月，仍有一位遇难者的尸体还没有找到。

## 審訊
2005年至2006年，西北英格蘭普雷斯頓巡回刑事法庭對拾貝慘案中的五名被告進行了半年的審訊。五名被告中包括三名中國人和兩名英國人。
主犯是中國籍男子林良仁（時年29歲），他是非法勞工集團的主腦，他安排工人在危險環境下工作而不提供任何的安全設施。事發后，他試圖逃離現場；在接受警方審訊時，他更試圖掩飾自己的真正身份，又威脅生還者不能向警方透露他是雇主。他被控21項殺人罪、協助非法入境罪和共謀妨礙司法罪。在法庭上，他拒不認罪，將責任推給收購鳥蛤的客戶。法庭形容他「冷酷無情、見錢眼開」。最終他21條控罪全部成立，被判處14年有期徒刑。
林良仁的女朋友趙小青和堂兄林羨勇被控共謀協助非法入境罪和共謀妨礙司法罪。他們是林良仁的助手，事發后還幫助他逃離現場和威脅生還者向警方提供偽證。最終趙小青被判入獄兩年九個月；林羨勇被判入獄四年九個月。
至於經營利物浦海灣漁業有限公司的一對父子——戴維·艾登和小戴衛·艾登被控違反移民法和勞工法。他們收購林良仁的集團的鳥蛤。控方認為他們明知工人們是非法勞工，對慘劇負有責任。但是最終這對父子被宣判無罪釋放。

## 政府反應
事件發生之後，英國各界都對此高度關注。首相托尼·布萊爾在下議院發表演說對遇難者表示沉重的哀悼，同時憤怒斥責控制和盤剝非法移民的犯罪分子。
拾貝慘案使英國正視非法勞工問題，當年就通過了《2004年雇主許可條例》，並且在2005年設立了雇主許可機構。

## 外部連結
- BBC report, February 2004 （页面存档备份，存于）
- BBC report on inquest （页面存档备份，存于）
- BBC report on the distress call （页面存档备份，存于）
- BBC report on trial, January 2006
- BBC report, Lin Liang Ren found guilty （页面存档备份，存于）
- BBC report,  Cockler gangmaster gets 14 years （页面存档备份，存于）
- Cockler survivor hates gangmaster （页面存档备份，存于）
- 新浪網專題報道 （页面存档备份，存于）